# Distrikt Cuenca (Huancavelica)
Der Distrikt Cuenca liegt in der Provinz Huancavelica in der Region Huancavelica im Südwesten von Zentral-Peru. Der Distrikt wurde am 17. August 1920 gegründet. Er besitzt eine Fläche von 55,1 km². Beim Zensus 2017 wurden 1190 Einwohner gezählt. Im Jahr 1993 lag die Einwohnerzahl bei 2661, im Jahr 2007 bei 2226. Sitz der Distriktverwaltung ist die 3167 m hoch gelegene Ortschaft Cuenca mit 334 Einwohnern (Stand 2017). Cuenca befindet sich 40 km nördlich der Provinz- und Regionshauptstadt Huancavelica.

## Geographische Lage
Der Distrikt Cuenca liegt im ariden Andenhochland im Norden der Provinz Huancavelica. Der Distrikt liegt am rechten Flussufer des in Richtung Südsüdost strömenden Río Mantaro.
Der Distrikt Cuenca grenzt im Westen an die Distrikte Moya und Pilchaca, im Nordosten an den Distrikt Acostambo (Provinz Tayacaja), im Südosten an den Distrikt Izcuchaca sowie im Süden an den Distrikt Conayca.

## Ortschaften
Im Distrikt gibt es neben dem Hauptort folgende größere Ortschaften:
- Luquia